# Сулбиате
Сулбиа̀те (на италиански: Sulbiate, на западноломбардски: Sülbiàa, Сюлбиаа) е малко градче и община в Северна Италия, провинция Монца и Брианца, регион Ломбардия. Разположено е на 220 m надморска височина. Населението на общината е 4144 души (към 2010 г.).
До 2004 г. общината е част от провинция Милано.